# Ґудзь Володимир Павлович
Володимир Павлович Ґудзь (Гудзь, 8.11.1932, Лубни - 14.04.2014) — академік АН ВШ України, доктор с.-г. наук, професор кафедри землеробства та гербології НУБіПУ, лауреат нагороди Ярослава Мудрого, Заслужений працівник народної освіти України, учасник Великої Вітчизняної війни.
Володимир Ґудзь народився на Полтавщині. Доктор сільськогосподарських наук, професор Національного університету біоресурсів та природокористування, Заслужений працівник народної освіти, академік Академії вищої освіти України, лауреат нагороди Ярослава Мудрого в галузі науки і техніки, президентський стипендіат. П'ять років після закінчення Української сільськогосподарської академії працював на виробництві. Наукову роботу розпочав ще в студентські роки. Будучи аспірантом УСГА, захистив кандидатську, а згодом — докторську дисертацію. Пройшов шлях від асистента до завідувача кафедрою та декана факультету. Підготував 23 кандидати та 3 доктори сільськогосподарський наук. Перу вченого належать близько 400 друкованих наукових праць, у тому числі: підручники, монографії, навчальні посібники, довідники, словники — 40. Має 6 винаходів. Коло науковий інтересів — проблеми раціонального використання ґрунтів, їхній обробіток та технологія вирощування основних сільськогосподарських культур. Ініціатор створення Українського наукового товариства гербологів, член Європейської асоціації гербологів. Вчений є членом ряду спеціалізованих Вчених рад із захисту докторських та кандидатських дисертацій, редакційних колегій наукових видань.

## Життєпис
1951 — 1954 рр. — студент агрономічного факультету Київського ордена Трудового Червоного прапора сільськогосподарського інституту.
1954 — 1956 рр. — студент агрономічного факультету Української ордена Трудового Червоного прапора сільськогосподарської академії.
1956 — 1957 рр. — Кулмякського відділку Уйського радгоспу Челябінської області.
1957 — 1961 рр. — агроном радгоспу Кошанського цукрокомбінату Фастівського району Київської області.
1961 — 1964 рр. — аспірант кафедри землеробства Української ордена Трудового Червоного прапора сільськогосподарської академії.
1964 р. — захистив кандидатську дисертацію з спеціальності 09.01.09. — рослинництво.
1964 — 1967 рр. — асистент кафедри землеробства Української ордена Трудового Червоного прапора сільськогосподарської академії.
1967 — 1982 рр. — доцент кафедри землеробства Української ордена Трудового Червоного прапора сільськогосподарської академії.
1964 — 2003 рр. — багато років вибирався керівником партійної організації факультету та інших громадських організацій. Був головою Ради факультету, членом Вченої Ради НАУ та ін.
1982 — 1986 рр. — старший науковий працівник Української сільськогосподарської академії (докторантура).
1987 р. — захистив дисертацію на здобуття наукового ступеня доктора с.-г. наук.
1986 — 1987 рр. — доцент, доктор сільськогосподарських наук кафедри землеробства.
1987 — 1989 рр. — професор кафедри землеробства Української ордена Трудового Червоного прапора сільськогосподарської академії.
1993 — 2002 рр. — голова Навчально — методичної комісії викладачів с.-г. вузів України агрономічних спеціальностей.
1990 −2001 рр. — завідувач кафедри землеробства Національного аграрного університету.
1997 — 2000 рр. — декан агрономічного факультету Національного аграрного університету.
1990 — 2002 рр. — голова спеціалізованої Вченої Ради ВАК України.
2001 — 2003 рр. — професор кафедри землеробства НАУ.
1993 р. — академік Академії Наук Вищої школи України.
1995 −2000 рр. — віце — президент АН ВШ України.
1997 р. — Лауреат нагороди Ярослава Мудрого в галузі науки і техніки.
1998 р. — Указом президента України присвоєно почесне звання « Заслужений працівник народної освіти України».
1955 — 2003 рр. — видано 257 наукових праць для вищих с.-г. закладів III—IV рівнів акредитації, в.т.ч. 4 навчальні підручники, 13 навчальних посібників для вищих навчальних закладів с.-г. освіти I—IV рівнів акредитації, монографії, словники, методичні розробки, рекомендації виробництву та ін.
1985 — 2003 рр. — підготував 14 кандидатів наук, 2-х докторів с.-г. наук. Навчаються в аспірантурі 3 пошукачі та 1 докторант.
з 2003 р. — лауреат президентської стипенді
2006 р. — Заслужений професор НАУ
2011 р. — нагороджений дипломом Верховної Ради України за вагомий особистий внесок у розвиток вітчизняної освіти і науки.
1955-2012 рр. — видано 375 наукових праць у тому числі 34 монографії, підручники, навчальні посібники для вищих навчальних закладів с.-г. освіти ІІ-IV рівнів акредитації, словники, методичні розробки, рекомендації виробництву тощо.

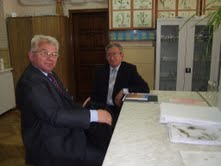
Гудзь В. П. і Шувар І. А.

: Нагороджений почесним знаком «Заслужений працівник народної освіти», знаком лауреата нагороди Ярослава Мудрого в галузі науки і техніки, знаком переможця Всесоюзного соціалістичного змагання за 1974, 1980, 1986 рр., знаками та нагородами міського голови м Києва, медалями «1500 років Києву», «Ветеран праці», «За доблесну працю», «За успіхи в науково-педагогічній діяльності».
Член двох спеціалізованих рад НУБіП України та Інституту цукрових буряків НААУ.